# Công ty Kinh kịch Quốc gia Trung Quốc
Công ty Kinh kịch Quốc gia Trung Quốc (CNPOC), tên ban đầu là Nhà hát Kinh kịch Quốc gia Trung Quốc, là một trong những đoàn nghệ thuật biểu diễn quốc gia trực tiếp dưới sự giám sát của Bộ Văn hóa Cộng hòa Nhân dân Trung Hoa. Tọa lạc tại Bắc Kinh, công ty được thành lập vào tháng 1 năm 1955, với nghệ sĩ biểu diễn opera Mai Lan Phương là chủ tịch đầu tiên trong lịch sử.